# Pietro Torrigiano

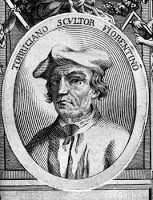
Fantasieportret

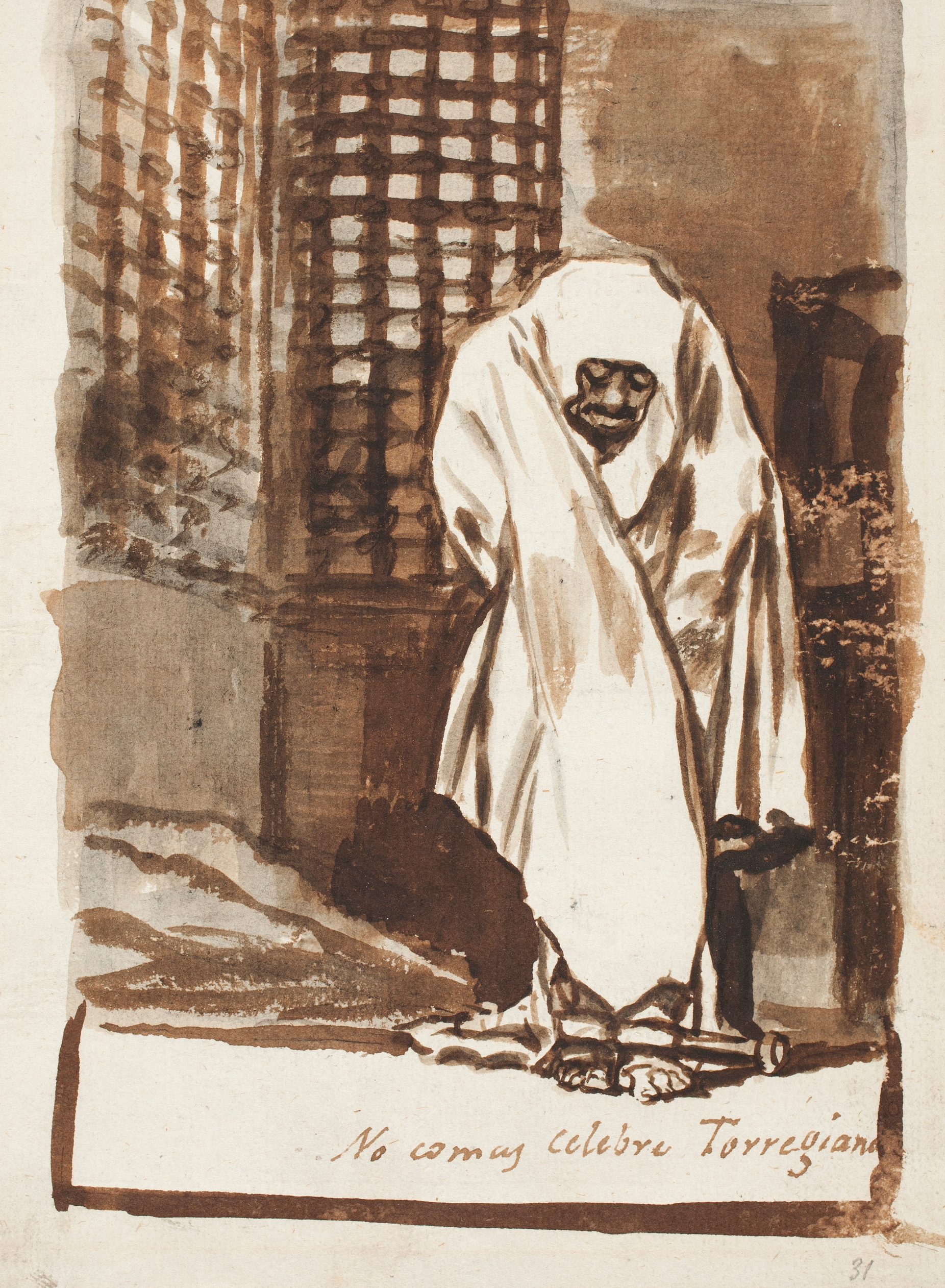
In Eet niet, beroemde Torrigiano stelde Goya zich het levenseinde van de kunstenaar voor. Hij had grote bewondering voor de Boetvaardige Hiëronymus, die hij twee keer ging opzoeken.

Pietro d'Antonio Torrigiano of Torrigiani (Florence, 22 november 1472 – Sevilla, augustus 1528) was een beeldhouwer en medailleur uit de hoogrenaissance.

## Leven
Torrigiano werd in de Beeldentuin van San Marco door Bertoldo di Giovanni in de kunst onderwezen, onder de bescherming van hertog Lorenzo I de' Medici. Hij studeerde ijverig, maar had een opvliegend karakter dat hem in ruzie bracht met zijn iets jongere medeleerling Michelangelo. Tijdens een opdracht in de Brancaccikapel sloeg hij hem het neusbeen stuk. Om zijn straf te ontlopen of omdat hij verbannen werd, begaf Torrigiano zich naar Rome, waar hij in paus Alexander VI Borgia een beschermer vond. Hij versierde een zaal van de Torre Borgia met stucwerk, maar na enige jaren liet hij het kunstenaarsbestaan voor wat het was en werd hij soldaat. 
Hij diende onder verschillende condottiere. Aan de zijde van Paolo Vitelli nam hij deel aan de oorlog tegen Pisa (1498-1499), onder Cesare Borgia vocht hij in de Romagna (1500) en hij was er ook bij in de Slag bij de Garigliano (1503), die de Medici terugbracht ten koste van de Florentijnse Republiek. Vervolgens trouwde hij in Florence met Felice di Francesco Mori, met wie hij een zoon kreeg. Het volgende jaar voerde hij in Avignon een calvarieberg uit voor Giovanni Baroncelli en in 1506 werkte hij in Rome een project af dat door Michelangelo was begonnen. Blijkbaar konden ze ondanks het eerdere conflict nog samenwerken. 
Ergens nadien moet Torrigiano naar het noorden vertrokken zijn, misschien in het zog van Italiaanse kooplieden. Tegen 1509 of uiterlijk 1510 vinden we hem in Antwerpen. In de Habsburgse Nederlanden voerde hij opdrachten uit voor landvoogdes Margaretha van Oostenrijk. Ze zond hem naar Brussel om een beeld van haar nicht Mary Tudor te repareren, dat hij vermoedelijk zelf zal hebben vervaardigd. Ook liet ze hem naar Brugge komen om haar te adviseren over ontwerpen voor de praalgraven in de kloosterkerk van Brou, die echter nooit werden gerealiseerd.
Zijn voornaamste werk leverde Torrigiano in Engeland, waar hij zich ten laatste in 1511 vestigde. Behalve de monumenten voor Hendrik VII van Engeland en diens gemalin Elizabeth van York in Westminster Abbey, vervaardigde bij voor Hendrik VIII van Engeland nog verscheidene andere kunstwerken. Benvenuto Cellini verhaalt hoe hij in 1519 naar Florence kwam om medewerkers te ronselen voor een grote opdracht in Windsor Castle. Zelf wees Cellini het af omdat Torrigiano's opschepperij over het breken van Michelangelo's neus hem degouteerde, maar Benedetto da Rovezzano ging mee.
In 1522 belandde Torrigiano in Spanje en maakte hij te Granada en Sevilla enige kostbare beelden. Toen hij van de hertog van Arcos voor een Madonnabeeld slechts dertig dukaten kreeg, snelde hij naar het paleis van de hertog en sloeg hij het beeld stuk. Deze handeling had grote gevolgen. De hertog beschuldigde hem van heiligschennis en na een onderzoek door de Spaanse inquisitie werd hij ter dood veroordeeld. In de kerkers van het San Jorge-kasteel ging hij in hongerstaking, wat hem misschien de executie spaarde maar in elk geval het leven kostte. Giorgio Vasari, door wie deze zaken zijn overgeleverd, plaatste zijn dood in 1522, maar een rechtbank in Florence accepteerde in 1528 de verklaring van Torrigiano's weduwe dat hij pas drie maanden tevoren was overleden.

## Galerij

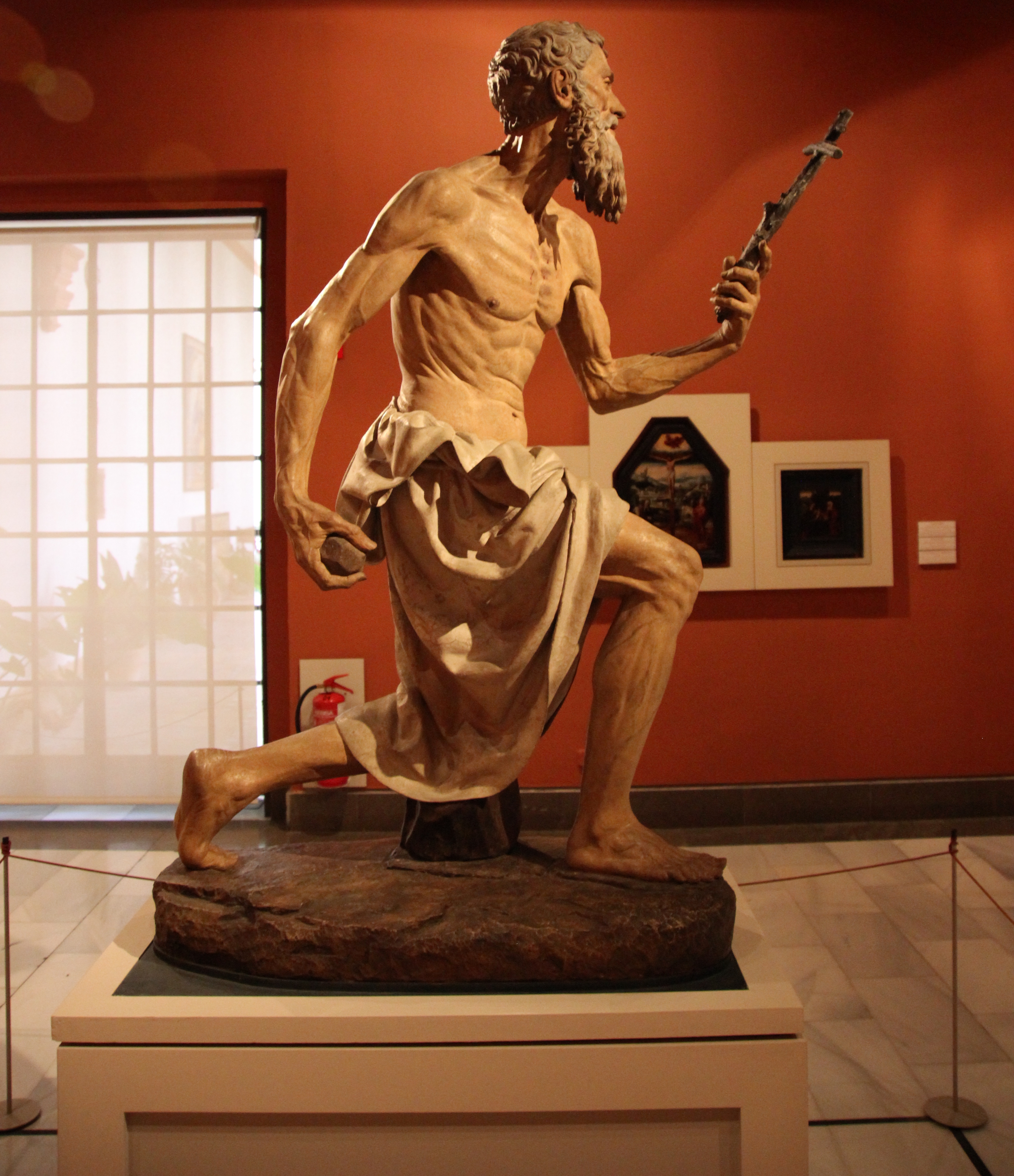
Boetvaardige Sint-Hiëronymus (Museo de Bellas Artes de Sevilla).
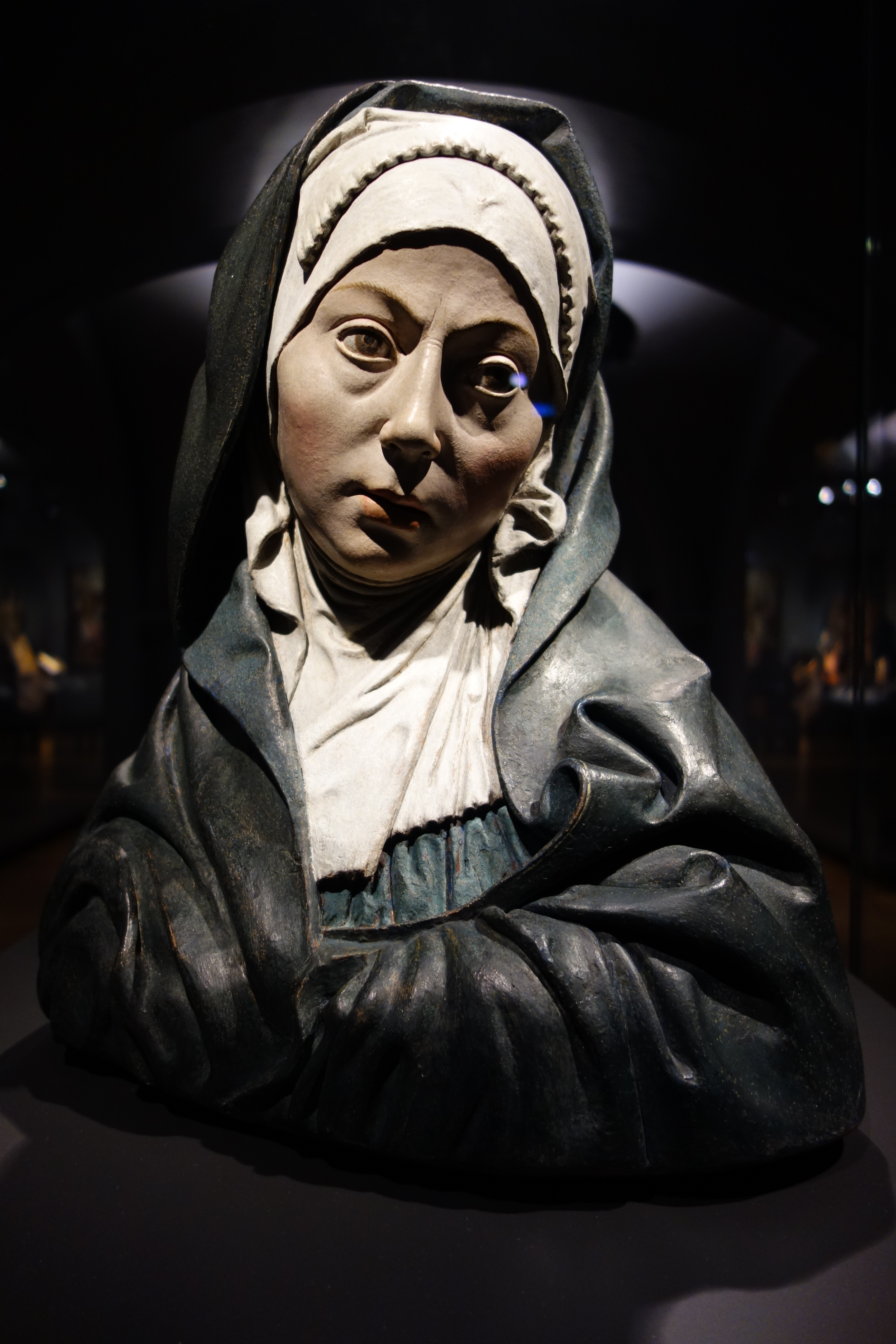
Mater Dolorosa, Rijksmuseum Amsterdam, Amsterdam
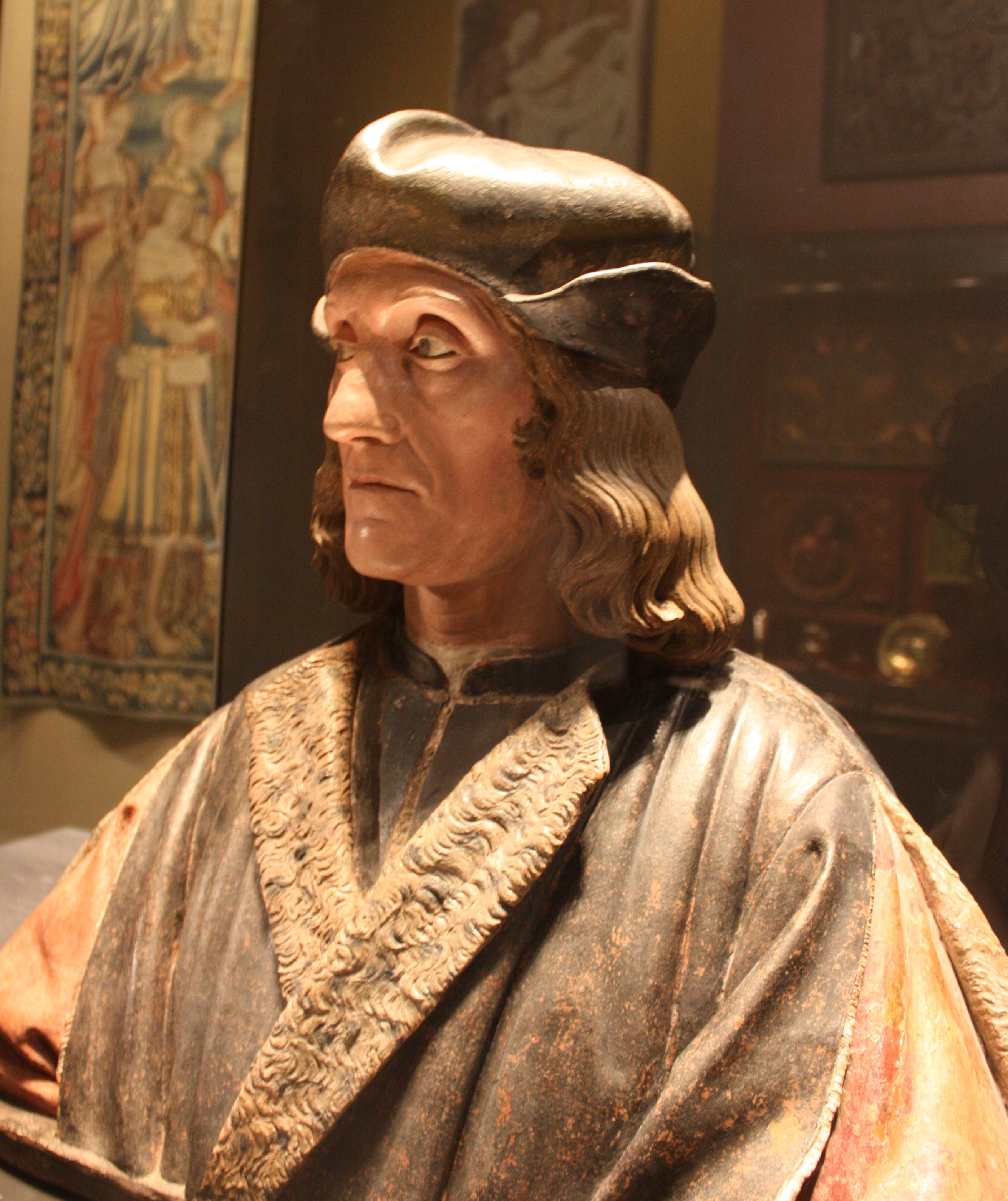
Buste van koning Hendrik VII, Victoria and Albert Museum, Londen

- Biblioteca Nacional de España: XX1378026
- Bibliothèque nationale de France: cb14937754f (data)
- Gemeinsame Normdatei: 119504855
- International Standard Name Identifier: 0000 0000 6636 7930
- Library of Congress Control Number: nr89014847
- Nationale Bibliotheek van Israël: 987007424192005171
- RKD-Nederlands Instituut voor Kunstgeschiedenis: 77956
- Union List of Artist Names: 500017371
- Virtual International Authority File: 47573315
- WorldCat: E39PBJrcg8gw4Jr9PrYhM6GJXd